# چارلز پاور (ورزشکار)
چارلز پاور (انگلیسی: Charles Power; ۲۶ اوت ۱۸۷۸ – ۲۶ مارس ۱۹۵۳) بازیکن هاکی روی چمن اهل جمهوری ایرلند بود.